# SpaceX Axiom Space-3
Axiom Space-3 (AX-3 ou Ax-3) est une mission spatiale habitée du vaisseau Crew Dragon de la société américaine SpaceX vers la Station spatiale internationale (ISS), opérée par SpaceX pour le compte d'Axiom Space et lancée le 18 janvier 2024.
L'équipage comprend quatre astronautes et deux astronautes de réserve. Il inclut un astronaute de l'Agence spatiale turque, un astronaute italien de l'Aeronautica Militare et un astronaute suédois de l'Agence spatiale européenne.
La partie ESA de la mission est baptisée Muninn, en référence au corbeau de la mythologie scandinave Munin.

## Équipage
- Commandant : Michael López-Alegría (6),  États-Unis
- Pilote : Walter Villadei (2),  Italie
- Spécialiste de mission 1 : Alper Gezeravcı[5] (1),  Turquie
- Spécialiste de mission 2 : Marcus Wandt (1),  Suède

Le chiffre entre parenthèses indique le nombre de vols spatiaux effectués par l'astronaute, SpaceX Axiom Space-3 inclus.

### Équipage de réserve
- Commandant : Peggy Whitson (4),  États-Unis
- Spécialiste de mission 1 : Tuva Cihangir Atasever[5] (0),  Turquie

Le chiffre entre parenthèses indique le nombre de vols spatiaux effectués par l'astronaute, SpaceX Axiom Space-3 non inclus.

## Déroulement de la mission
Le vaisseau Freedom est lancé par une fusée Falcon 9 Block 5 le 18 janvier 2024 à 21 h 49 UTC depuis le pas de tir LC-39A du Centre spatial Kennedy. Il s'amarre à l'ISS le 20 janvier à 10 h 42 UTC et s'en détache le 7 février à 14 h 20 UTC. Il est de retour sur Terre en amerrissant le 9 février à 13 h 30 UTC dans l'océan Atlantique, au large de Daytona Beach.